# Gebirgsfruchttaube

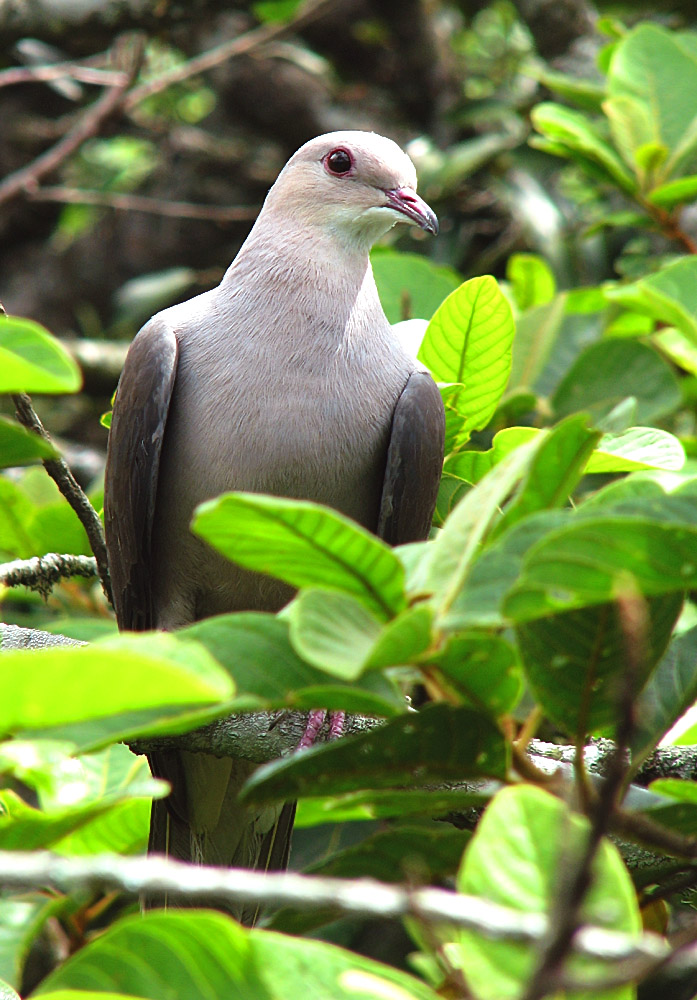
Gebirgsfruchttaube der Unterart Ducula badia cuprea, Western Ghats, Indien

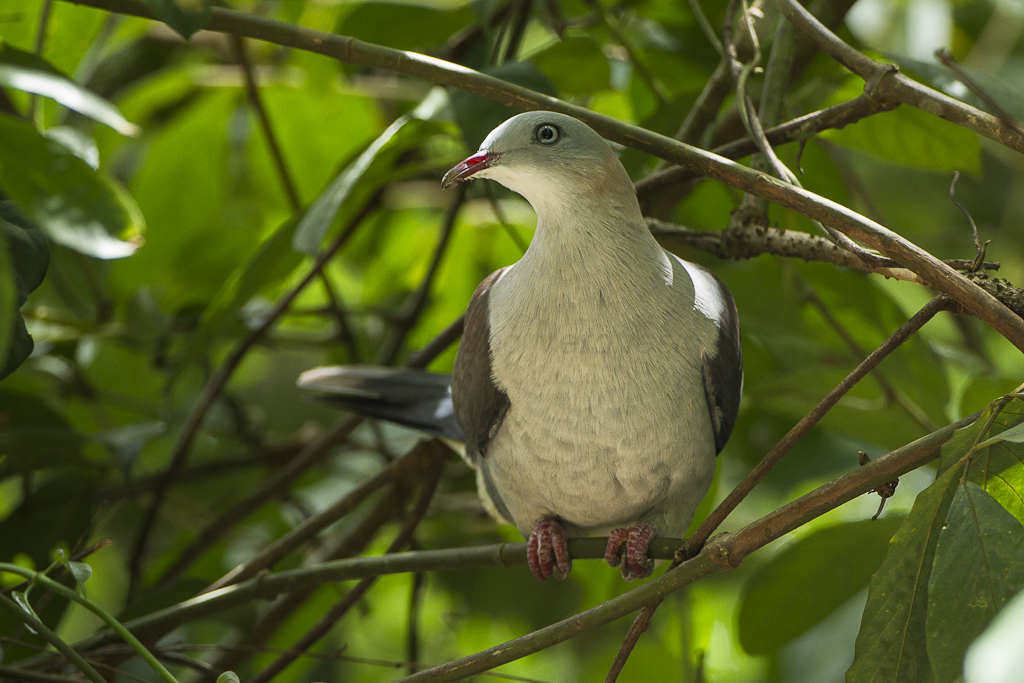
Gebirgsfruchttaube, Thailand

Die Gebirgsfruchttaube  oder Fahlbauch-Fruchttaube (Ducula badia), auch Fahlbauchtaube genannt, ist eine Art der Taubenvögel, die zu den Fruchttauben zählt und in großen Teilen Südasiens verbreitet ist. Es werden in dem großen Verbreitungsgebiet mehrere Unterarten unterschieden.
Die Bestandssituation der Gebirgsfruchttaube wurde 2016 in der Roten Liste gefährdeter Arten der IUCN als „Least Concern (LC)“ = „nicht gefährdet“ eingestuft.

## Erscheinungsbild
Die Gebirgsfruchttaube erreicht eine Körperlänge von bis zu 45 Zentimetern. Sie ist damit etwas so größer als eine Ringeltaube, hat aber einen etwas kräftigeren Körperbau. Auf den Schwanz entfallen 15,1 bis 16,5 Zentimeter. Es besteht kein auffälliger Geschlechtsdimorphismus.
Die Wachshaut des Schnabels ist weitgehend unbefiedert, so dass die Stirn steil wirkt. Der Vorderkopf, der Scheitel und die Zügel sind hell grauviolett. Der Hals hat dieselbe Färbung, allerdings ist der Ton etwas kräftiger. Der Mantel und die inneren Flügeldecken sind dunkel rotbraun. Der Rücken und die größeren Flügeldecken sind dunkel graubraun. Die Handschwingen sind dunkelbraun. Die Oberschwanzdecken sind dunkel bleigrau, die Schwanzfedern haben dieselbe Färbung wie die Handschwingen, weisen allerdings am Ende ein hellgraues Band auf. Das Kinn und die Kehle sind weiß, der Bauch ist grauviolett. Die Unterschwanzdecken sind gelbbraun. Der Schnabel ist braunrot mit einer roten Wachshaut, die Iris ist hellgrau, die Augenringe sind dunkelrot, die Beine und Füße sind braunrot.
Jungvögel sind an Kopf, Hals und Brust grauer als die adulten Vögel. Der Mantel und die Flügeldecken sind erdbraun, die meisten Federn weisen kastanienbraune Säume auf. Der Rücken und der Bürzel sind aschgrau, das Endband der Schwanzfedern ist kaum ausgebildet. Die Iris ist noch weiß. Der Schnabel und die Wachshaut sind rotbraun, die Schnabelspitze ist weiß.

## Verwechselungsmöglichkeit
Im großen Verbreitungsgebiet der Gebirgsfruchttaube kommen mehrere andere Taubenarten vor, die zumindest oberflächlich eine Ähnlichkeit mit der Gebirgsfruchttaube aufweisen.
Das Verbreitungsgebiet der zur selben Gattung gehörenden Schwarzrücken-Fruchttaube überlappt sich mit dem der Gebirgsfruchttaube auf Westjava. Sie ist ähnlich gefärbt, hat aber einen auffällig graueren Kopf. Der Mantel und die Schwingen sind braun, der Schnabel ist dunkler. Die Iris ist rot. Die ebenfalls zur selben Gattung gehörende Bronzefruchttaube kommt in weiten Teilen des Verbreitungsgebietes der Gebirgsfruchttaube vor. Sie ist allerdings eine deutlich kleinere Taube und ist auf der Körperoberseite grünlich. Die Steuerfedern haben dieselbe Färbung, ihnen fehlt außerdem das graue Endband.
Drei Arten der Feldtauben ähneln entfernt der Gebirgsfruchttaube. Die Nilgiritaube kommt wie die Gebirgsfruchttaube in den indischen Westghats vor, ist aber deutlich kleiner. Deutlich kleiner ist auch die Himalayataube, die ansonsten ein ähnliches Körpergefieder wie die Gebirgsfruchttaube aufweist. Der Schwanz dieser Art weist kein Endband auf, die Brust ist von einem dunklen Grau und kontrastiert auffällig mit dem helleren Bauch. Die Schwarzschnabel-Oliventaube ist gleichfalls deutlich kleiner und hat längere, weniger gerundete Flügel. Die Brust ist gefleckt, den Schwanzfedern fehlt gleichfalls das graue Endband.

## Verbreitungsgebiet und Lebensraum
Das Verbreitungsgebiet der Gebirgsfruchttaube ist sehr groß und umfasst zwei disjunkte Verbreitungsgebiete. Sie kommt im Süden Indiens von Kerala und Mysuru im Süden bis nach Belagavi und Goa im Norden vor. Das Verbreitungsgebiet erstreckt sich dabei über den Gebirgszug der Westghats.
Ein zweites zusammenhängendes Verbreitungsgebiet erstreckt sich von Nepal bis in den Südwesten von Yunnan und Hainan und in südlicher Richtung über Burma, Thailand, Laos, Vietnam, Kambodscha, die malaiische Halbinsel, Borneo, Sumatra und den Westen Javas.
Die Gebirgsfruchttaube ist eine anpassungsfähige Art, die immergrünen Primärwald besiedelt, aber auch in Sekundärwald und Mangroven vorkommt. Die Höhenverbreitung erstreckt sich von den Tiefebenen bis in Bergwälder. Im Himalaya kommt sie noch auf 2550 Meter vor und auf Sumatra ist sie noch in 2200 Höhenmetern anzutreffen.

## Lebensweise
Die Gebirgsfruchttaube lebt überwiegend einzelgängerisch, paarweise oder in kleinen Trupps. Gelegentlich schließt sie sich Trupps von Bronzefruchttauben an.
Sie ist eine eher heimlich lebende Art, die sich im oberen Wipfelbereich der Bäume aufhält. Am Boden ist sie selten zu beobachten. Sie ist am einfachsten im Flug auszumachen, wenn sie Wälder in großer Höhe mit kraftvollem Flug überquert.
Gebirgsfruchttauben fressen eine große Bandbreite an Beeren und Früchten. Feigen und die Früchte verschiedener Muskatnussgewächse spielen eine große Rolle in ihrer Ernährung.
Die Brutzeit hängt vom jeweiligen Verbreitungsgebiet ab. Im Norden des Verbreitungsgebietes fällt diese in den Zeitraum März bis August, im äußersten Süden ihres Verbreitungsgebietes brütet sie von Januar bis April. Das Nest ist eine lose Plattform hoch in Baumwipfeln. Am Nestbau sind beide Elternvögel beteiligt. Das Gelege umfasst ein einzelnes Ei.